# Orrin Evans

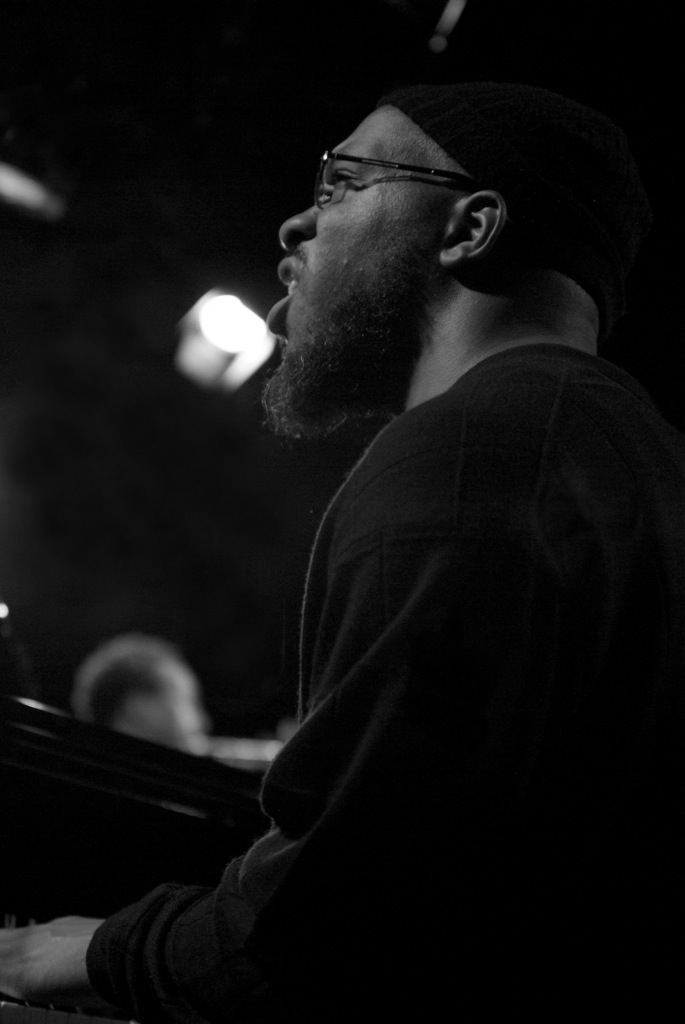
Orrin Evans (2008)

Orrin Evans (Trenton (New Jersey), 1976) is een Amerikaanse jazz-pianist.

## Biografie
Evans, zoon van een klassieke zangeres, studeerde aan de Settlement School of Music (bij Charles Pettaway) en aan Rutgers University in New Brunswick. Tevens had hij privéles bij Kenny Barron.
Hij werkte als sideman met Bobby Watson, Ralph Peterson, Duane Eubanks, Lenora Zenzalai-Helm, Sam Newsome, Ralph Bowen, Nasheet Waits, Reid Anderson en bijvoorbeeld John Swana. Hij leidt een trio. Sinds 1994 verschenen van hem meerdere platen als bandleider. Hij geeft les aan Settlement School of Music en geeft workshops en jazzcursussen. Sinds 2018 maakt hij deel uit van het jazztrio The Bad Plus. 

## Discografie (selectie)
- The Orrin Evans Trio, 1994
- Justin Time met Byron Landham, John Swana, Tim Warfield, 1996
- Captain Black, met Ralph Bowen, Avishai Cohen, Antonio Hart, Sam Newsome, Ralph Peterson, Tim Warfield, Rodney Whitaker, 1997–98
- Grown Folk Bizness met Ralph Bowen, Sam Newsome, Ralph Peterson, Rodney Whitaker, 1998
- Listen to the Band met Reid Anderson, Ralph Bowen, Duane Eubanks, Sam Newsome, Nasheet Waits, 1999
- Blessed Ones met Eric Revis, Nasheet Waits, Edgar Bateman, 2001
- Deja vu met Byron Landham, Matthew Parrish, 2001
- Meant to Shine met Ralph Bowen, Gene Jackson, Sam Newsome, Eric Revis, 2001–02
- Easy Now met J. D. Allen III, Mike Boone, Ralph Bowen, Rodney Green, Byron Landham, Eric Revis, 2004
- Freedom (Posi-Tone, 2010) met Dwayne Burno, Byron Landham, Anwar Marshall, Larry McKenna
- Captain Black Big Band, 2011
- Tarbaby: The End of Fear (Posi-Tone, 2011) met Eric Revis, Nasheet Waits
- Flip the Script, 2012
- Orrin Evans' Captain Black Big Band: Mother’s Touch (Posi-Tone, 2014), met Duane Eubanks, Marcus Strickland, Conrad Herwig, Ralph Peterson
- The Evolution of Oneself, 2015
- #knowingishalfthebattle, 2016